# Ведрица
Ве́дрица (бел. Ведрыца) — деревня в Червенском районе Минской области. Входит в состав Ляденского сельсовета.

## Географическое положение
Находится примерно в 22 километрах от райцентра, в 84 км от Минска, в 23 км от железнодорожной станции Гродянка линии Гродянка—Верейцы, на автодороге Минск—Могилëв на берегу водохранилища Ведрица, созданного на реке Карпиловка.

## История
Во второй половине XIX века на территории будущего посёлка располагались церковь и дом священника, а также кирпичный завод. Населëнный пункт посёлок Ведрецкое был основан в 1922 году. 20 августа 1924 года деревня вошла в состав вновь образованного Рованичского сельсовета Червенского района (с 20 февраля 1938 — Минской области. Согласно Переписи населения СССР 1926 года здесь было 15 дворов, проживали 94 человека. В период Великой Отечественной войны деревня была оккупирована немцами в июле 1941 года, 5 её жителей погибли на фронте. Освобождена в начале июля 1944 года. На 1960 год являлась центром Хуторского сельсовета, здесь жили 143 человека. В 1980-е годы была центром совхоза «Нива». 30 октября 2009 года в связи с упразднением Хуторского сельсовета вошла в Колодежский сельсовет, в 2013 году передана в Ляденский сельсовет.

## Инфраструктура
На 1997 год в деревне располагаются совхоз «Нива», средняя школа, детский сад-ясли, библиотека, Дом культуры, мастерская по ремонту с-х техники, Хуторское лесничество, магазин, отделение связи, автоматическая телефонная станция.

## Туризм
Водохранилище Ведрица — популярное место для рыбалки, в деревне находится база отдыха «Ведрица».

## Население
- 1926 — 15 дворов, 94 жителя
- 1960 — 143 жителя
- 1997 — 99 дворов, 277 жителей
- 2013 — 103 двора, 274 жителя